# Zdeněk Jiskra

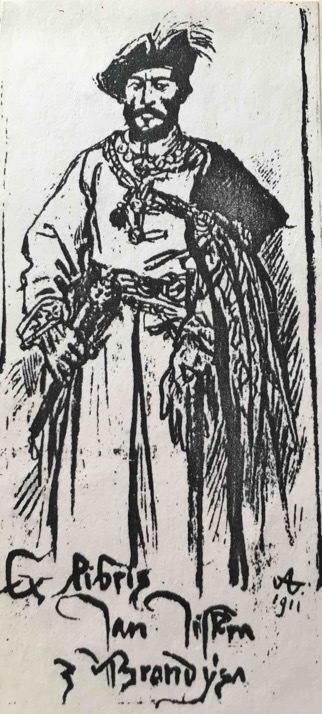
Exlibris von Zdeněk Jiskra, welches in seiner umfangreichen Sammlung onomastischer Werke vorzufinden ist.

Zdeněk Jiskra (* 15. Dezember 1928 in Prag) ist ein tschechischer Onomastiker. Sein Interesse gilt vor allem dem Forschungsbereich der Hydronymie. Ab den 1970er Jahren veröffentlichte er zahlreiche einflussreiche Werke und wissenschaftliche Publikationen in tschechischer und deutscher Sprache über die Namensherkunft von Flussläufen und Ortschaften. Er war Teilnehmer des onomastischen Seminars bei Vladimír Šmilauer in Prag und bereitete eine Publikation zum Thema der europäischen Exonyme vor. Seit 1997 verfasste Jiskra vier Monographien der Serie „Hydronymia Bohemiae Occidentalis“, welche bis 2006 in Trutnov publiziert wurden.

## Schriften

### Bücher
- Die Miesa. Hydronomische Wanderungen durch das Stromgebiet eines westböhmischen Flusses. (Erste deutsche Ausgabe – 279 Seiten), Trutnov 1997[1][2]
- Die Miesa. Hydronomische Wanderungen durch das Stromgebiet eines westböhmischen Flusses. (Zweite deutsche Ausgabe – 279 Seiten), Trutnov 1999
- Die Tepl mit allen Gewässern in ihrem Stromgebiet. (Erste deutsche Ausgabe – 107 Seiten), Trutnov 2001[3][4]
- Die Gewässernamen an der alten Sprachgrenze – Třemošná oder Schwanenbach (Erste deutsche Ausgabe – 44 Seiten), Trutnov 2003
- Die Gewässernamen am Unterlauf des Flusses Radbusa. (erste deutsche Ausgabe – 92 Seiten), Trutnov 2004[5]
- Die Miesa. Hydronomische Wanderungen durch das Stromgebiet eines westböhmischen Flusses. (Dritte deutsche Ausgabe – 279 Seiten), Trutnov 2004
- Die Miesa. Hydronomische Wanderungen durch das Stromgebiet eines westböhmischen Flusses. (Vierte deutsche Ausgabe – 279 Seiten), Trutnov 2006

### Artikel (tschechisch)
- "Moeraveč a jména mlýnů na Bezdružicku", Zpravodaj místopisné komise, Prag, 1982
- "Jak vzniklo jméno Praha", Večerní Praha, Praha, 1986
- "Vitoraz", Onomastický zpravodaj, Prag, 1987
- "Hledání zaniklé vsi Sovolusky", Onomastický zpravodaj, Prag, 1994
- "Hledáni zaniklé vsi Kopáčov na Bezdružicku", Acta onomastica, Prag, 1995
- "Wiesengrund", Acta onomastica, Prag, 1996
- "Zaniklé vsi u Darmyšle a Borku", Západočeský historický sborník, Pilsen, 1996
- "Stará toponyma na Borsku", Acta onomastica, Praha, 1997
- "Zaniklé vsi na Touškovsku", Západočeský historický sborník, Pilsen, 1998
- "Goethova Wodonka", Západočeský historický sborník, Pilsen, 1999
- "Osmdesát let velkého trojmezí", Acta onomastica, Praha, 1999
- "Úsuší a Sulkov", Onomastické práce, Praha, 2000
- „Jména vodních toků ve Smrčinách“, Acta onomastica, Praha, 2001
- "Starší česká jména přítoků Mže", Acta onomastica, Praha, 2005
- "Kolejovice, Lacembok a Strážná", Acta onomastica, Praha, 2005
- "Zmatky kolem vodních jmen říčky Zubřiny", Acta onomastica, Praha, 2006
- "Mlýny Tereziánského katastru a jejich zaniklé názvy I.", Acta onomastica, Praha, 2007
- "Mlýny Tereziánského katastru a jejich zaniklé názvy II.", Acta onomastica, Praha, 2008
- "Minerální prameny v severním povodí řeky Mže", Acta onomastica, Praha, 2009
- "Potok Bělá na Touškovsku a zaniklé Klímětice", Praha

### Artikel (deutsch)
- "Der Flurname Tilnitz – das eingegangene Dorf Doudlenovice", 1978
- "Wo lag Drslav?", 1979
- "Die Wüstung Samlas – einst tschechisch Zamlází", 1980
- "Die Mühlen am Miesafluss", 1981
- "Die Teiche des ehemaligen Klosters Chotieschau", 1982
- "Die Wüstung Hovnov", 1983
- "Wie hieß einst die Allerheiligenmühle?", 1985
- "Die wüste Dorfmark Rozvadov, deutsch Rossowa", 1986
- "Die eingegangenen Dörfer des Weseritzer Ländchens", 1987
- "Die Flurnamen Stalla und Bieska als Bezeichnung für „Fels“ und „Wüstung“", 1990
- "Sobluska – eine Wüstung zwischen Darmschlag und Altsattel", 1997
- "Die eingegangenen Dörfer bei Leskau", 1997

### Rezensionen
- „Topothesia“, B. S. McAudha (ed), Zeměpisný sborník, Praha, 2000
- „Die Ortsnamen des Bezirkes Trautenau“, E. Heinzel, Acta onomastica, Praha, 2001